# Piromanii
Piromanii este un film românesc din 1995 regizat de George Sibianu.